# Good Riddance (Time of Your Life)
Good Riddance (Time of Your Life) è un singolo del gruppo pop punk statunitense Green Day pubblicato nel 1997, estratto dall'album Nimrod. Figura anche nel greatest hits della band International Superhits!.

## Struttura
Lo strumento prevalente è la chitarra acustica di Billie Joe Armstrong accompagnata da alcuni violini e un contrabbasso in sottofondo.

## Contenuto
La canzone, scritta da Billie Joe Armstrong già nel 1994, esorta a cogliere i momenti più belli della propria vita e di inciderli nella memoria per ricordarli per sempre, come dice la frase del ritornello: "It's something unpredictable, but in the end is right, I hope you had the time of your life" ("È qualcosa di imprevedibile, ma alla fine è giusto, spero che tu ti sia goduto il momento").
Il carattere retrospettivo l'ha resa molto popolare negli Stati Uniti, dove viene riproposta sovente in occasione di cerimonie, addii, anniversari, matrimoni e lauree. Diffuso è anche l'uso televisivo del brano, che fu trasmesso pure come sigla dell'ultima puntata della serie televisiva E.R. - Medici in prima linea.
La canzone parla di una scelta decisiva nella vita di una persona, infatti Billie la scrisse dopo che la sua relazione sentimentale fallì con una ragazza, Amanda, che lasciò Berkeley per unirsi al Peace Corps. Anche molte altre canzoni della band sono riferite a questa ragazza, come per esempio She's a rebel, Whatsername e l'omonima Amanda.

## Versioni
Nella versione contenuta nell'album Nimrod si può sentire il cantante Billie Joe Armstrong che sbaglia due volte l'attacco del riff di chitarra e bisbiglia "fuck". Questa parte è stata omessa sia dalla versione radio che dal video. La copertina del singolo presenta il titolo invertito Time of Your Life (Good Riddance).

## Video musicale
Il video mostra Billie Joe Armstrong che suona la chitarra acustica in una stanza (il video è stato girato dentro l'Hotel Ambassador) mentre si vede gente ferma in momenti di vita quotidiana. Mike Dirnt e Tré Cool compiono dei cammei rispettivamente nel ruolo di benzinaio (Dirnt) e ciclista ferito (Tré). Grazie a questo video i Green Day hanno vinto il loro primo MTV Video Music Award per il Miglior video alternative nel 1998.

## Formati

### Good Riddance(Time of your life)-Pt.1
1. Good Riddance (Time of Your Life)
2. Desentetized
3. Rotting

### Good Riddance(Time of your life)-Pt.2
1. Good Riddance (Time of Your Life)
2. Suffocate
3. You lied

## Formazione
- Billie Joe Armstrong - voce e chitarra acustica

### Altri musicisti
- In sottofondo vi sono numerosi violini

## Classifiche
| Classifica (1997/98)          | Posizione massima |
| ----------------------------- | ----------------- |
| Australia                     | 2                 |
| Canada                        | 5                 |
| Irlanda                       | 30                |
| Nuova Zelanda                 | 40                |
| Regno Unito                   | 11                |
| Stati Uniti (alternative)     | 2                 |
| Stati Uniti (mainstream rock) | 7                 |